# Alexa & Katie
Alexa & Katie – amerykański serial (sitcom), którego twórcą jest Heather Wordham
Wszystkie 13 odcinków pierwszej serii zostało udostępnionych 23 marca 2018 roku na platformie Netflix.

## Fabuła
Najlepsze przyjaciółki przez całe życie, Alexa i Katie, z niecierpliwością oczekują rozpoczęcia pierwszego roku nauki w szkole średniej. Obydwie zmagają się z kryzysem gdy Alexa odkrywa, że jest chora na raka i zaczyna leczyć się na tę chorobę. Kiedy Alexa traci włosy z powodu chemioterapii Katie goli swoją głowę w geście solidarności i wsparcia. Dziewczęta próbują poradzić sobie ze wszystkimi problemami, jakie zdaje się przynosić szkoła średnia podczas równoczesnego zmagania się z rakiem.

## Obsada
- Paris Berelc jako Alexa, ambitna koszykarka walcząca z rakiem. Zdeterminowana indywidualistka, która stara się prowadzić normalne życie. Nienawidzi litości jaką otrzymuje z powodu swojej choroby[2].
- Isabel May jako Katie, najlepsza przyjaciółka Alexy. Przedstawiana jako dziwaczna i niezręczna, konsekwentnie wspiera impulsywne decyzje Alexy w walce z chorobą. Katie lubi też teatr[2].
- Tiffani Thiessen jako Lori, matka Alexy i Lucasa, żona Dave'a i głowa rodziny Mendozów. Jest czasem nadopiekuńcza, pomaga prowadzić Alexę w walce z rakiem i jej dodatkowymi problemami jako nastolatki[3].
- Eddie Shin jako Dave, ojciec Alexy i Lucasa, mąż Lori i pilot linii lotniczych[4].
- Emery Kelly jako Lucas, starszy brat Alexy. Często przedstawiany jako tępy i zarozumiały, bardzo troszczy się o Alexę i aspiruje do bycia lekarzem, chcąc pomagać innym. W drugim sezonie staje się liderem własnego zespołu[4].
- Finn Carr jako Jack Cooper, syn Jennifer i młodszy brat Katie z zamiłowaniem do cukierków i gier wideo. Mimo swojego wieku rozumie sytuację Alexy i pomaga jej najlepiej, jak potrafi. Adoptował psa, Kartofla.
- Jolie Jenkins jako Jennifer, rozwiedziona, samotna matka Katie i Jacka, która studiuje, aby skończyć college podczas pracy. Ze względu na sytuację domową rodzina Cooperów ma mniej szczęścia finansowego niż rodzina Mendozów[4].
- Jack Griffo jako Dylan (powtarzający się w sezonie 1 i 3; główny w sezonie 2), bardzo inteligentny najlepszy przyjaciel Lucasa. Zaczyna uczyć Alexę w pierwszym sezonie, kiedy jej oceny spadają. Później Dylan prosi Alexę o dołączenie do Winter Formal i oboje zaczynają się umawiać. W drugim sezonie Alexa zrywa z Dylanem, gdyż nie wie, co się z nimi stanie, gdy pójdzie na studia, ale ostatecznie zgadzają się zostać przyjaciółmi[5].

### Role drugoplanowe
- Kerri Medders jako Gwenny, zaabsorbowana i manipulująca rywalka Alexy w drużynie koszykówki dziewcząt. Ku przerażeniu Alexy Gwenny zaczyna zachowywać się wobec niej życzliwie po tym, jak dowiedziała się o chorobie Alexy. Zaczyna też spotykać się z Lucasem w drugim sezonie[5].
- Merit Leighton jako Hannah, przyjaciółka Alexy i Katie. Jest bardziej naiwna niż Reagan. W drugim sezonie dołącza do szkolnego zespołu cheerleaderek[6].
- Iman Benson jako Reagan, przyjaciółka Alexy i Katie. Jest bardziej rozsądna niż Hannah. Samolubstwo Reagan, często przedstawiane jako egocentryczne, jest ciągłym dowcipem w serii.
- Nathaniel J. Potvin jako Ryan, niezręczny przyjaciel Katie, który pracował z nią w szkolnej sztuce. Ryan staje się pierwszym pocałunkiem Katie i chociaż oboje pałają do siebie uczuciem, nie są bezpośrednio uznawani aż do finału drugiego sezonu. Ma także samotnego ojca.
- Nadja Alaya jako Meagan, przyjaciółka Alexy, która także ma raka.

## Odcinki

### Sezon 1 (2018)
| Nr | Tytuł                 | Reżyseria       | Scenariusz      | Premiera w Netflix | Premiera w Netflix Polska |
| -- | --------------------- | --------------- | --------------- | ------------------ | ------------------------- |
| 1  | Bad Hair Day          | Matthew Carlson | Heather Wordham | 23 marca 2018      | 23 marca 2018             |
| 2  | Wigs                  |                 |                 | 23 marca 2018      | 23 marca 2018             |
| 3  | Basketball            |                 |                 | 23 marca 2018      | 23 marca 2018             |
| 4  | Ungroundable          |                 |                 | 23 marca 2018      | 23 marca 2018             |
| 5  | The Play, Part 1      |                 |                 | 23 marca 2018      | 23 marca 2018             |
| 6  | Picture Day           |                 |                 | 23 marca 2018      | 23 marca 2018             |
| 7  | The Play, Part 2      |                 |                 | 23 marca 2018      | 23 marca 2018             |
| 8  | Support Group         |                 |                 | 23 marca 2018      | 23 marca 2018             |
| 9  | Winter Luau           |                 |                 | 23 marca 2018      | 23 marca 2018             |
| 10 | Thanksgiving          |                 |                 | 23 marca 2018      | 23 marca 2018             |
| 11 | Secret Sleepover      |                 |                 | 23 marca 2018      | 23 marca 2018             |
| 12 | Winter Formal, Part 1 |                 |                 | 23 marca 2018      | 23 marca 2018             |
| 13 | Winter Formal, Part 2 |                 |                 | 23 marca 2018      | 23 marca 2018             |

### Sezon 2 (2018)
| Nr | Tytuł                    | Reżyseria          | Scenariusz        | Premiera w Netflix | Premiera w Netflix Polska |
| -- | ------------------------ | ------------------ | ----------------- | ------------------ | ------------------------- |
| 1  | Second First Day         | Trevor Kirschner   | Heather Wordham   | 26 grudnia 2018    | 26 grudnia 2018           |
| 2  | ChoreCats                | Trevor Kirschner   | Nancy Cohen       | 26 grudnia 2018    | 26 grudnia 2018           |
| 3  | #GWENCAS                 | Victor Gonzalez    | Ray Lancon        | 26 grudnia 2018    | 26 grudnia 2018           |
| 4  | Tryouts and Latte Doubts | Victor Gonzalez    | Todd Linden       | 26 grudnia 2018    | 26 grudnia 2018           |
| 5  | PB Without J             | Katy Garretson     | Eric Horsted      | 26 grudnia 2018    | 26 grudnia 2018           |
| 6  | Shop 'Til You Cry        | Katy Garretson     | Blake J. Williger | 26 grudnia 2018    | 26 grudnia 2018           |
| 7  | Katie's Beautiful Mind   | Jody Margolin Hahn | Nancy Cohen       | 26 grudnia 2018    | 26 grudnia 2018           |
| 8  | The Ghost of Cancer Past | Victor Gonzalez    | Julia Miranda     | 26 grudnia 2018    | 26 grudnia 2018           |
| 9  | New Year's ... Whoops    | Kelly Park         | Erin Wagoner      | 26 grudnia 2018    | 26 grudnia 2018           |
| 10 | Sweet Sixteen            | Trevor Kirschner   | Ray Lancon        | 26 grudnia 2018    | 26 grudnia 2018           |

## Produkcja
8 kwietnia 2017 roku, platforma Netflix ogłosiła zamówie pierwszego sezon serialu,  w którym tytułowe rolę zagrają: Paris Berelc i  Isabel May
W czerwcu 2017 roku poinformowano, że do serialu dołączyli: Tiffani Thiessen jako Lori, Eddie Shin jako Dave, Emery Kelly jako Lucas, Finn Carr oraz Jolie Jenkins jako Jennifer.
W sierpniu 2017 roku ogłoszono, że w serialu zagrają: Kerri Medders, Jack Griffo i Merit Leighton
.
W połowie lutego 2019 roku Netflix ogłosił, że powstanie trzeci sezon.